# Sabinus (költő)
Sabinus (i. e. 1. század – 1. század) római költő
Ovidius kortársa és barátja volt. Ovidius munkáiból kitűnik, hogy feleleteket írt a költő „Hősnők levelei" című munkájához. Sokáig az utolsó hat hősnő-levelet is az ő nevéhez kötötték. Egyéb munkáit is említi Ovidius a „Pontusi levelek" című munkájában. Költeményeiből semmi sem maradt fenn. Sokáig tőle származónak tulajdonítottak három elégiát, amelyek Ovidius munkáinak első nyomtatott kiadásában jelentek meg az ő neve alatt, ezekről azonban később bebizonyosodott, hogy valójában Angelus Quirinus Sabinus 15. században élt humanista munkái.